# Karel Petrus Tholens
Karel Petrus Tholens (Gouda, 26 augustus 1882 - Amsterdam, 30 november 1971) was een Nederlands architect. Zijn zoon Joost Tholens is regisseur en producent.

## Leven en werk
Tholens werd geboren als zoon van Cornelis Theodorus Tholens en Christina van Vuuren. Hij volgde zijn opleiding bij Anton J. Joling. 
Hij heeft als architect voor overwegend rooms-katholieke opdrachtgevers een groot aantal bouwwerken ontworpen: kerken, kloosters, scholen, woonhuizen en bedrijfspanden.
Vanaf 1904 woonde hij in Amsterdam, waar hij veel gebouwd heeft. Zijn belangrijkste werken zijn tijdens het interbellum gerealiseerd: het klooster De Voorzienigheid aan de Elandstraat (1924-1926), de Chassékerk (1926), de monumentale Sint-Augustinuskerk (1930-1932) en de voormalige rooms-katholieke Ambachtsschool Don Bosco (1933-1935). Tholens' naam is ook verbonden aan twee belangrijke naoorlogse Amsterdamse kerken: de Sint-Josephkerk en de Christus-Koningkerk, ontworpen in samenwerking met respectievelijk G.H.M. Holt en H.J. van Balen.
'Modern maar niet modernistisch' oordeelden tijdgenoten over Tholens bijzondere ontwerp voor de Chassékerk in Amsterdam-West, een stempel dat op vrijwel al zijn gebouwen van toepassing is. Tholens sloot zich niet aan bij de belangrijkste architectuurstromingen van zijn tijd zoals de Amsterdamse of Delftse School. Sobere, geabstraheerde vormen kenmerken zijn hoofdzakelijk in baksteen opgetrokken scheppingen, waarin hij bovendien al vroeg op grote schaal experimenteerde met moderne bouwmaterialen en bouwtechnieken.
Tholens was ook lid van het kerkbestuur van De Duif en zong in het koor Zelus Pro Domo Dei van de Mozes en Aäronkerk in Amsterdam.
Op 8 oktober 1950 werd er voor zijn 40-jarig architectenjubileum opgedragen in De Duif. Hij werkte jarenlang samen met architect Louis Jean George Marie van Steenhardt Carré.

## Lijst met bouwwerken
| Bouw      | Naam                                       | Plaats          | Bijzonderheden                                      | Afbeelding                    |
| --------- | ------------------------------------------ | --------------- | --------------------------------------------------- | ----------------------------- |
| 1924-1926 | Klooster De Voorzienigheid                 | Amsterdam       |                                                     |                               |
| 1926      | O.L.-Vrouwe van Altijddurende Bijstandkerk | Amsterdam       | Dichtgegaan in 2007                                 | Chassékerk, Amsterdam         |
| 1929-1930 | Sint-Laurentiuskerk                        | Hoogkarspel     |                                                     | Laurentiuskerk, Hoogkarspel   |
| 1930-1932 | Sint-Augustinuskerk                        | Amsterdam       | Gesloopt in 1977                                    |                               |
| 1932-1933 | Sint-Stephanuskerk                         | Amsterdam       |                                                     |                               |
| 1933-1935 | Ambachtsschool Don Bosco                   | Amsterdam       | Gesloopt in 2005                                    |                               |
| 1950      | Rusthuis Bosbeek                           | Heemstede       |                                                     |                               |
| 1950      | Zusterhuis                                 | Steenwijkerwold |                                                     |                               |
| 1950      | Robert Schottstraat 28-34                  | Amsterdam       | i.s.m. Louis Jean George Marie van Steenhardt Carré |                               |
| 1951-1952 | Sint-Josephkerk                            | Amsterdam       | i.s.m. G.H.M. Holt                                  | Sint Josephkerk Bos en Lommer |
| 1959      | Raadhuis                                   | Hoogkarspel     | Gesloopt in 2015                                    |                               |
| 1957-1959 | Christus Koningkerk                        | Amsterdam       | i.s.m. Herman van Balen                             |                               |